# Michèle Jacot
Pour les articles homonymes, voir Jacot.
Michèle Jacot, née le 5 janvier 1952 à Le Pont-de-Beauvoisin, est une skieuse alpine française. Elle est la seule skieuse française de l'histoire à avoir remporté le classement général de la Coupe du monde.
La station de ski de Val Cenis lui rend hommage à travers une descente à son nom de près de 1500 mètres de dénivelée composée de sections classées rouges et noires.

## Palmarès

### Jeux olympiques d'hiver
| Épreuve / Édition | Descente | Slalom géant | Slalom       |
| JO 1972 Sapporo   | 15e      | 16e          | Disqualifiée |
| JO 1976 Innsbruck | 17e      | 13e          | Abandon      |

### Championnats du monde
| Épreuve / Édition          | Descente | Slalom géant | Slalom       | Combiné      |
| Mondiaux 1970 Val Gardena  | 8e       | 4e           | Bronze       | Or           |
| JO 1972 Sapporo            | 15e      | 16e          | Disqualifiée | Disqualifiée |
| Mondiaux 1974 Saint-Moritz | 8e       | Abandon      | Argent       | Abandon      |
| JO 1976 Innsbruck          | 17e      | 13e          | Abandon      | Abandon      |

### Coupe du monde
- Vainqueur du classement général en 1970
  - Vainqueur de la coupe du monde de géant en 1970
  - 10 victoires : 1 descente, 6 géants et 3 slaloms
  - 20 podiums

#### Saison par saison
- Coupe du monde 1968 :
  - Classement général : 35e
- Coupe du monde 1969 :
  - Classement général : 8e
    - 2 victoires en géant : Vipiteno et Mont Sainte-Anne
- Coupe du monde 1970 :
  - Classement général : 1re
    - Vainqueur de la coupe du monde de géant
    - 2 victoires en géant : Oberstaufen et Grouse Mountain
    - 2 victoires en slalom : Val-d'Isère et Grindelwald
- Coupe du monde 1971 :
  - Classement général : 2e
    - 1 victoire en descente : Schruns
    - 2 victoires en géant : Oberstaufen et Sugarloaf
    - 1 victoire en slalom : Oberstaufen
- Coupe du monde 1972 :
  - Classement général : 11e
- Coupe du monde 1974 :
  - Classement général : 26e
- Coupe du monde 1975 :
  - Classement général : 20e

### Arlberg-Kandahar
- Vainqueur du Kandahar 1970 à Garmisch

### Championnats de France
Elle a été 3 fois Championne de France dont : 
- Championne de France de Slalom Géant en 1972
- 2 fois Championne de France de Combiné en 1970 et 1976